# Маркус Вінісіус Діас
Маркус Вінісіус Діас (порт. Marcus Vinícius Dias, 22 січня 1923 — 1992) — бразильський баскетболіст.
Бронзовий призер Олімпійських ігор 1948 року.